# Gökbodvågen
Gökbodvågen este o arie protejată (arie specială de conservare — SAC, sit de importanță comunitară — SCI) din Suedia întinsă pe o suprafață de 28,5 ha, integral pe uscat.

## Localizare
Centrul sitului Gökbodvågen este situat la coordonatele 63°26′21″N 14°30′43″E / 63.4393°N 14.5119°E.

## Înființare
Situl Gökbodvågen a fost declarat sit de importanță comunitară în ianuarie 2002 pentru a proteja 1 specie de animale. Situl a fost protejat și ca arie specială de conservare în martie 2011.

## Biodiversitate
Situată în ecoregiunea boreală, aria protejată conține 4 habitate naturale: Mlaștini turboase de tranziție și turbării mișcătoare, Ape puternic oligomezotrofe cu vegetație bentonică cu Chara spp., Mlaștini alcaline, Mlaștini împădurite.
La baza desemnării sitului se află o specie protejată de  nevertebrate: Vertigo genesii.